# Eleições autárquicas portuguesas de 2001 no distrito de Viana do Castelo
| Eleições autárquicas portuguesas de 2001 Distritos: Aveiro \| Beja \| Braga \| Bragança \| Castelo Branco \| Coimbra \| Évora \| Faro \| Guarda \| Leiria \| Lisboa \| Portalegre \| Porto \| Santarém \| Setúbal \| Viana do Castelo \| Vila Real \| Viseu \| Açores \| Madeira |

## Resultados por concelho
Os resultados nos concelhos do Distrito de Viana do Castelo foram os seguintes:

### Arcos de Valdevez
| Partido                 | Partido                        | Votos  | %               | +/-  | Vereadores | +/-     |
| ----------------------- | ------------------------------ | ------ | --------------- | ---- | ---------- | ------- |
|                         | Partido Social Democrata       | 10 750 | 67,44 / 100,00  | 8,32 | 5 / 7      | Estável |
|                         | Partido Socialista             | 3 916  | 24,57 / 100,00  | 3,28 | 2 / 7      | Estável |
|                         | Coligação Democrática Unitária | 660    | 4,14 / 100,00   | 0,62 | 0 / 7      | Estável |
| Votos Inválidos         | Votos Inválidos                | 613    | 3,85 / 100,00   | 0,21 |            |         |
| Total                   | Total                          | 15 939 | 100,00 / 100,00 |      | 7 / 7      |         |
| Eleitorado/Participação | Eleitorado/Participação        | 26 294 | 60,62 / 100,00  | 0,50 |            |         |

### Caminha
| Partido                 | Partido                        | Votos  | %               | +/-   | Vereadores | +/-     |
| ----------------------- | ------------------------------ | ------ | --------------- | ----- | ---------- | ------- |
|                         | Partido Social Democrata       | 5 030  | 46,72 / 100,00  | 12,24 | 4 / 7      | 1       |
|                         | Partido Socialista             | 4 222  | 39,22 / 100,00  | 11,74 | 3 / 7      | 1       |
|                         | Coligação Democrática Unitária | 1 026  | 9,53 / 100,00   | 0,04  | 0 / 7      | Estável |
|                         | Partido Popular                | 118    | 1,10 / 100,00   | 0,80  | 0 / 7      | Estável |
|                         | Bloco de Esquerda              | 101    | 0,94 / 100,00   | Novo  | 0 / 7      | Novo    |
| Votos Inválidos         | Votos Inválidos                | 269    | 2,50 / 100,00   | 0,66  |            |         |
| Total                   | Total                          | 10 766 | 100,00 / 100,00 |       | 7 / 7      |         |
| Eleitorado/Participação | Eleitorado/Participação        | 14 966 | 71,94 / 100,00  | 0,09  |            |         |

### Melgaço
| Partido                 | Partido                        | Votos  | %               | +/-  | Vereadores | +/-     |
| ----------------------- | ------------------------------ | ------ | --------------- | ---- | ---------- | ------- |
|                         | Partido Socialista             | 4 028  | 71,29 / 100,00  | 1,75 | 6 / 7      | Estável |
|                         | PSD-CDS                        | 1 210  | 21,42 / 100,00  | -    | 1 / 7      | -       |
|                         | Coligação Democrática Unitária | 126    | 2,23 / 100,00   | 0,88 | 0 / 7      | Estável |
| Votos Inválidos         | Votos Inválidos                | 286    | 5,06 / 100,00   | 1,40 |            |         |
| Total                   | Total                          | 5 650  | 100,00 / 100,00 |      | 7 / 7      |         |
| Eleitorado/Participação | Eleitorado/Participação        | 10 716 | 52,72 / 100,00  | 3,08 |            |         |

### Monção
| Partido                 | Partido                        | Votos  | %               | +/-   | Vereadores | +/-     |
| ----------------------- | ------------------------------ | ------ | --------------- | ----- | ---------- | ------- |
|                         | Partido Socialista             | 8 744  | 71,88 / 100,00  | 28,62 | 6 / 7      | 2       |
|                         | CDS-PSD                        | 2 531  | 20,81 / 100,00  | -     | 1 / 7      | -       |
|                         | Coligação Democrática Unitária | 359    | 2,95 / 100,00   | 1,78  | 0 / 7      | Estável |
| Votos Inválidos         | Votos Inválidos                | 531    | 4,37 / 100,00   | 1,08  |            |         |
| Total                   | Total                          | 12 165 | 100,00 / 100,00 |       | 7 / 7      |         |
| Eleitorado/Participação | Eleitorado/Participação        | 20 323 | 59,86 / 100,00  | 5,98  |            |         |

### Paredes de Coura
| Partido                 | Partido                        | Votos | %               | +/-  | Vereadores | +/-     |
| ----------------------- | ------------------------------ | ----- | --------------- | ---- | ---------- | ------- |
|                         | Partido Socialista             | 3 368 | 53,12 / 100,00  | 6,93 | 3 / 5      | Estável |
|                         | Partido Social Democrata       | 2 546 | 40,16 / 100,00  | 7,81 | 2 / 5      | Estável |
|                         | Coligação Democrática Unitária | 216   | 3,41 / 100,00   | 1,56 | 0 / 5      | Estável |
| Votos Inválidos         | Votos Inválidos                | 210   | 3,31 / 100,00   | 0,03 |            |         |
| Total                   | Total                          | 6 340 | 100,00 / 100,00 |      | 5 / 5      |         |
| Eleitorado/Participação | Eleitorado/Participação        | 9 266 | 68,42 / 100,00  | 1,29 |            |         |

### Ponte da Barca
| Partido                 | Partido                        | Votos  | %               | +/-     | Vereadores | +/-     |
| ----------------------- | ------------------------------ | ------ | --------------- | ------- | ---------- | ------- |
|                         | Partido Social Democrata       | 4 438  | 48,48 / 100,00  | 1,20    | 4 / 7      | Estável |
|                         | Partido Socialista             | 3 884  | 42,43 / 100,00  | 0,25    | 3 / 7      | Estável |
|                         | Partido Popular                | 487    | 5,32 / 100,00   | 1,18    | 0 / 7      | Estável |
|                         | Coligação Democrática Unitária | 133    | 1,45 / 100,00   | 0,22    | 0 / 7      | Estável |
| Votos Inválidos         | Votos Inválidos                | 212    | 2,31 / 100,00   | Estável |            |         |
| Total                   | Total                          | 9 154  | 100,00 / 100,00 |         | 7 / 7      |         |
| Eleitorado/Participação | Eleitorado/Participação        | 12 557 | 72,90 / 100,00  | 0,58    |            |         |

### Ponte de Lima
| Partido                 | Partido                        | Votos  | %               | +/-  | Vereadores | +/-     |
| ----------------------- | ------------------------------ | ------ | --------------- | ---- | ---------- | ------- |
|                         | Grupo de Cidadãos              | 16 327 | 57,36 / 100,00  | Novo | 4 / 7      | Novo    |
|                         | Partido Social Democrata       | 6 717  | 23,60 / 100,00  | 0,39 | 2 / 7      | Estável |
|                         | Partido Socialista             | 3 308  | 11,62 / 100,00  | 1,80 | 1 / 7      | 1       |
|                         | Coligação Democrática Unitária | 1 158  | 4,07 / 100,00   | 2,35 | 0 / 7      | Estável |
| Votos Inválidos         | Votos Inválidos                | 952    | 3,34 / 100,00   | 0,03 |            |         |
| Total                   | Total                          | 28 462 | 100,00 / 100,00 |      | 7 / 7      |         |
| Eleitorado/Participação | Eleitorado/Participação        | 38 499 | 73,93 / 100,00  | 0,16 |            |         |

### Valença
| Partido                 | Partido                        | Votos  | %               | +/-   | Vereadores | +/-     |
| ----------------------- | ------------------------------ | ------ | --------------- | ----- | ---------- | ------- |
|                         | Partido Socialista             | 3 781  | 43,59 / 100,00  | 10,63 | 4 / 7      | Estável |
|                         | PSD-CDS                        | 3 623  | 41,77 / 100,00  | -     | 3 / 7      | -       |
|                         | Partido da Terra               | 804    | 9,27 / 100,00   | -     | 0 / 7      | -       |
|                         | Coligação Democrática Unitária | 183    | 2,11 / 100,00   | 0,16  | 0 / 7      | Estável |
| Votos Inválidos         | Votos Inválidos                | 283    | 3,26 / 100,00   | 0,72  |            |         |
| Total                   | Total                          | 8 674  | 100,00 / 100,00 |       | 7 / 7      |         |
| Eleitorado/Participação | Eleitorado/Participação        | 12 634 | 68,66 / 100,00  | 0,22  |            |         |

### Viana do Castelo
| Partido                 | Partido                        | Votos  | %               | +/-  | Vereadores | +/-     |
| ----------------------- | ------------------------------ | ------ | --------------- | ---- | ---------- | ------- |
|                         | Partido Socialista             | 25 759 | 51,18 / 100,00  | 2,21 | 5 / 9      | Estável |
|                         | PSD-CDS                        | 17 174 | 34,12 / 100,00  | -    | 3 / 9      | -       |
|                         | Coligação Democrática Unitária | 4 932  | 9,80 / 100,00   | 2,44 | 1 / 9      | 1       |
|                         | Bloco de Esquerda              | 513    | 1,02 / 100,00   | Novo | 0 / 9      | Novo    |
|                         | Partido da Terra               | 245    | 0,49 / 100,00   | -    | 0 / 9      | -       |
| Votos Inválidos         | Votos Inválidos                | 1 705  | 3,39 / 100,00   | 0,08 |            |         |
| Total                   | Total                          | 50 328 | 100,00 / 100,00 |      | 9 / 9      |         |
| Eleitorado/Participação | Eleitorado/Participação        | 76 743 | 65,58 / 100,00  | 2,18 |            |         |

### Vila Nova de Cerveira
| Partido                 | Partido                        | Votos | %               | +/-  | Vereadores | +/-     |
| ----------------------- | ------------------------------ | ----- | --------------- | ---- | ---------- | ------- |
|                         | Partido Socialista             | 3 641 | 63,40 / 100,00  | 2,14 | 4 / 5      | Estável |
|                         | PSD-CDS                        | 1 796 | 31,27 / 100,00  | -    | 1 / 5      | -       |
|                         | Coligação Democrática Unitária | 119   | 2,07 / 100,00   | 0,80 | 0 / 5      | Estável |
| Votos Inválidos         | Votos Inválidos                | 187   | 3,25 / 100,00   | 0,29 |            |         |
| Total                   | Total                          | 5 743 | 100,00 / 100,00 |      | 5 / 5      |         |
| Eleitorado/Participação | Eleitorado/Participação        | 8 144 | 70,52 / 100,00  | 6,10 |            |         |